# 巨引源
巨引源（英語：Great Attractor）指的是位于拉尼亚-凯亚超星系团中心的长蛇-半人马座超星系团附近的引力异常处，一个相当于数万个银河系质量的引力中心，距离地球1.5亿至2.5亿光年。包括大约远至几亿光年外的天体系统，如本星系群和室女座星系团在内的数百万个星系都受到它的引力影响。
所有这些星系都发生红移，依据哈伯定律显示它们之间以及地球都在相互远离，红移量和哈伯定律预测值的差异（即本动速度）揭示了巨引源的存在。它们向巨引源方向的本动速度从+700km/s到-700km/s间不等。

## 发现
星系的运动速度包括两部分：本动和由宇宙膨胀带来的退行速度。本动体现的是星系相对宇宙背景辐射的自身运动，退行反映了宇宙的整体特性。一直以来人们相信宇宙的均匀性，并推测本动的取值是随机的。一直到1980年代，天文学家通过系统研究星系方位与本动的关系，才初步了解了宇宙中物质的真实分布状况。
剑桥大学的唐納德·林登貝爾、亚利桑那大学的David Burstein、加州大学圣克鲁兹分校的珊德拉·法貝爾、基特峰国立天文台的Roger Davies、格林尼治天文台的Roberto Terlevich、卡内基学院的Alan Dressler以及达特茅斯学院的Gary Wegner组成的国际天文研究小组的七武士。七武士本来的研究是椭圆星系的亮度、距离和成员星随机速度之间的相互关系，却发现了各个星系集团的整体运动。选择椭圆星系作为观测对象倒是为研究巨引源提供了方便，椭圆星系在天空中分布比较均匀，覆盖面广，尤为重要的是，椭圆星系的成团现象和星系团归属要比其它类型的星系更加明确，虽然椭圆星系的数量不如螺旋星系或不规则星系丰富，这一点也影响了他们进一步研究本星系群朝向室女座星系团的运动。
1979年，Chincarini和Rood发现长蛇—半人马座方向可能存在超星系团，这使人们开始关注这个超星系团对我们银河系的影响。之后Shaya（1984年）、桑德奇（1985年）等人的观测初步表明，本星系群在朝向室女座星系团方向运动，并且本星系团和室女座星系团又一起向长蛇—半人马座方向运动。
1988年发表在APJ上的一篇论文中，国际天文研究小组“七武士”通过对近400个邻近椭圆星系所作的巡天观测的结果分析，确认了这一发现。他们利用星系速度区分出了半人马座的前景星系和背景源，并结合欧洲南方天文台、高能空间天文台1等机构的观测数据，确认银河系以及邻近的数百万个星系同以每秒600至1000公里的速度向南天半人马座的一个引力源方向运动，Alan Dressler为他们的发现取名巨引源。

## 位置
巨引源在银经307度/银纬9度，距离银河系1.5-2.5亿光年（后者是近期的最新估计），规模达4亿光年，质量约为太阳的3-5.4×1016倍。它位于长蛇座与半人马座方向，这部分空间的中心区域是矩尺座星系团（Abell 3627），这是一个巨大的星系团。在那个方向的附近可以观测到大量的大型老年星系，那儿许多星系互相碰撞，辐射出大量无线电波。但对这个现象以及其他相关现象的研究一直由于其位置而受阻，因为从地球看去其正好处于银河系盘面的隐匿带。
隐匿带占据了天空中大约20%区域，这里银河系尘埃遮掩了银河系外部的天体，来自银河系的恒星光芒也淹没了河外遥远天体的微弱光线，只凭光学观测不能察觉它的细节。巨引源中心的区域在半人马座长城（Centaurus Wall）内，长城的交汇点附近是矩尺座星系团（Abell 3627）。从银河系看去，矩尺座星系团的方向与银道面角距很近。X射线卫星ROSAT的观测表明，由于星际尘埃的消光作用，矩尺座星系团的很多成员星系没被我们观测到，其中很可能包括在星系团中心位置占主导地位的星系群，这个星系团的真实尺度应该大于由光学观测得到的结果。由于其中星系分布过度密集，它的相当一部分成员会相互吞并。
矩尺座星系团被认为是半人马座长城的主导性成员，光谱研究也支持这一结论。长城是由超星系团组成的，本星系群也可能包括在内，银河系是本星系群的组成部分。半人马座长城可能是更大的星系长城的组成部分，后发座超星系团对长城以北的星空区域起着重要作用。巨引源附近还有大型空洞的存在，这些区域内只有寥寥几个星系。

## 深入阅读

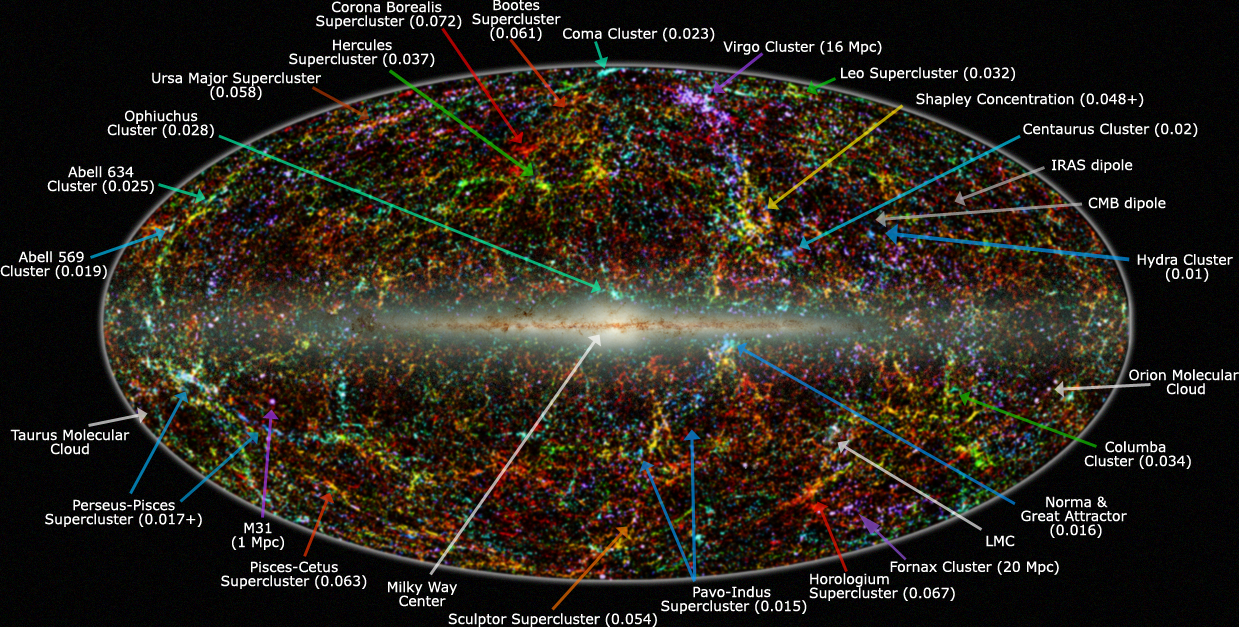
“巨引源”位置用右下角蓝色长箭头表示出来

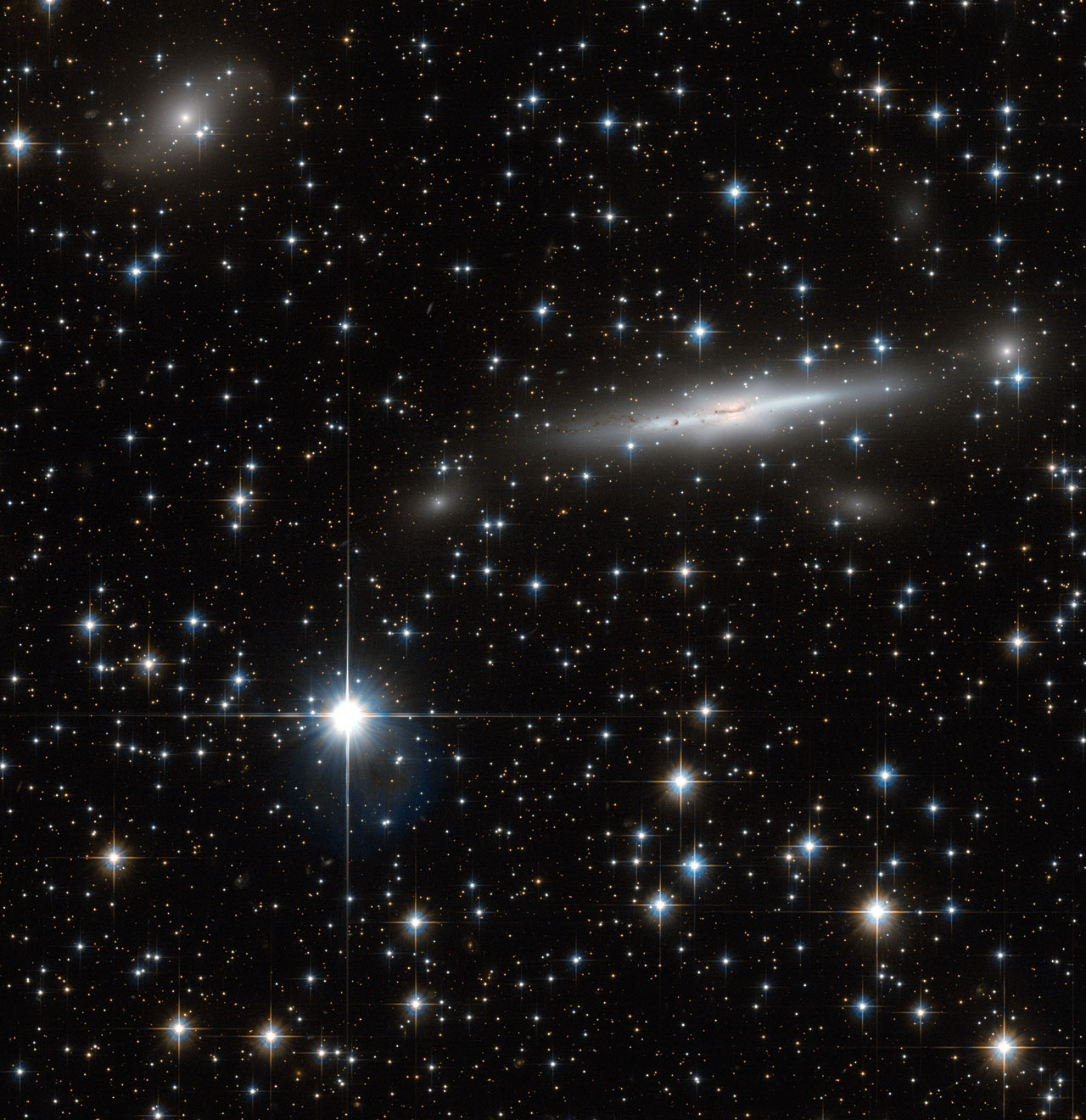
“巨引源”所在天空区域的哈勃空间望远镜的图像

- Dressler, Alan. Voyage to the Great Attractor: Exploring Intergalactic Space.  New York, Alfred A. Knopf, 1994.